# Jerry Lee Lewis

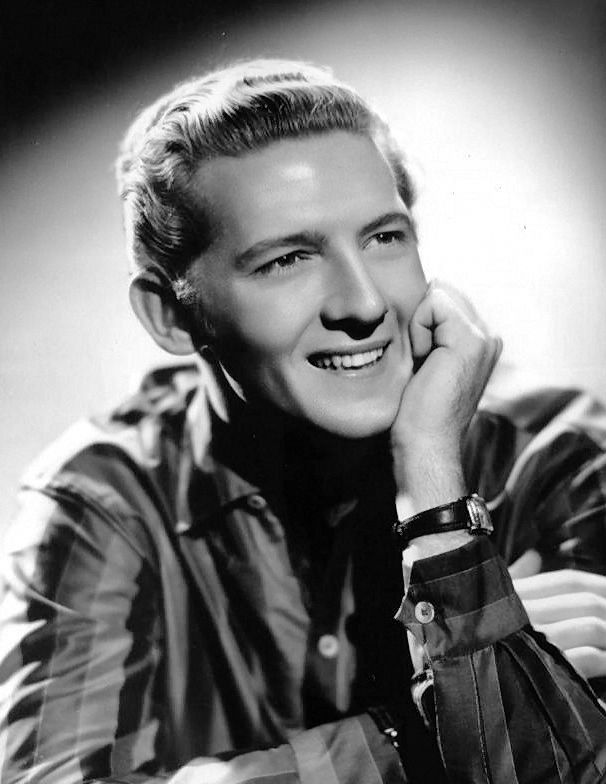
Jerry Lee Lewis 1950-ben

Jerry Lee Lewis (Ferriday, Louisiana, 1935. szeptember 29. – DeSoto megye, Mississippi, 2022. október 28.) Grammy-díjas amerikai zongorista, énekes, dalszövegíró és zeneszerző. Beceneve a "Killer" (Gyilkos), melyet utánozhatatlanul egyedi zongorajátékával érdemelt ki. 1986-ban elsőként került be a clevelandi Rock and Roll Hall of Fame büszkeségei közé, olyan rocklegendák mellett, mint Chuck Berry, James Brown, Ray Charles és Elvis Presley. 2004-ben a Rolling Stone Magazin 24. helyre rangsorolta az énekest a Minden Idők 100 Legnagyobb Művésze listán. 2003-ban, All Killer, No Filler: The Anthology című box set-jét a 242. helyre tették a Rolling Stone Minden Idők Legnagyobb 500 Albuma listán.
Egyediségéhez őrült színpadi produkciója is hozzájárult, melyben gyakran táncolva játszott, a zongorára ugrott, vagy éppen felgyújtotta azt.

## Élete

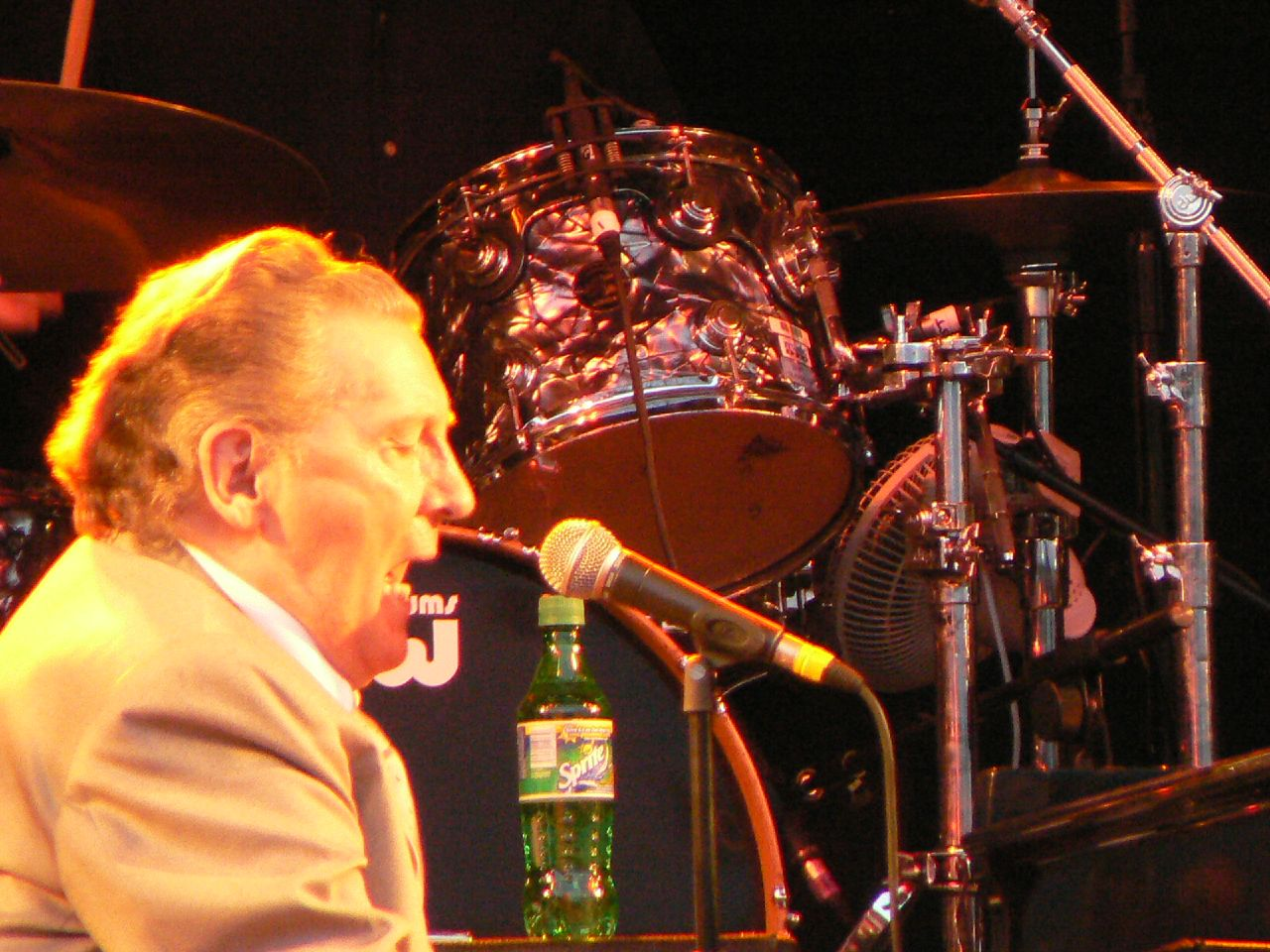
Jerry Lee Lewis 2006-ban, a The Rhythm Festivalon Bedfordban, Angliában

Lewis szegény családba született, szülei, Elmo és Mamie Lewis Louisiana keleti felében, Ferriday-ben éltek. Lewis gyermekkorában kezdett zongorázni tanulni két unokatestvérével, Mickey Gilley-vel és Jimmy Swaggarttal. Szülei jelzálogot vettek fel a farmjukra, hogy fiuknak zongorát tudjanak venni. Zenéjét befolyásolta Carl McVoy, unokabátyja zongorajátéka (aki később Bill Black Combóval rögzített lemezt), és a rádióban hallott zenék. Órákat töltött el azzal, hogy a Haney's Big House nevű feketék által látogatott ferriday-i bár mögött elbújva hallgatta az akkor 18 éves B. B. King játékát. Saját stílusát olyan fekete művészek után alakította ki, akik képtelenek voltak fehér közönségnek játszani, összegyúrta a rhythm and bluest, a boogie-woogiet, a gospelt és a countryt, valamint Moon Mullican és Merrill Moore stílusát, az úgynevezett country boogie-t. Nem sokkal később már professzionális volt a játéka.
Édesanyja beíratta őt a Southwestern Assemblies of God University nevű egyetemre, a Texas állambeli Waxahachie-be, mert biztos akart lenni abban, hogy így fia kizárólagosan az Úrnak fogja majd dalait énekelni. De Lewis boogie woogie stílusban előadott My God Is Real-je miatt azonnal eltanácsolták az iskolából. Pearry Green, Lewis osztálytársa elmesélte, hogy Lewis néhány világi zenét játszott el a bemutató alatt. Következő nap a dékán behívatta irodájába Lewist és Greent is, hogy mindkettőjüket kicsapja az iskolából. Lewis azt mondta, Greent nem kellene kirúgni, mert "ő nem tudta, mire készülök". Évekkel később Green megkérdezte Lewist: "Még mindig az ördög zenéjét játszod?" Lewis ezt válaszolta: "Igen, azt játszom. De, tudod, azért az furcsa, hogy ugyanazt a zenét játsszák ma a templomokban. A különbség az, hogy én tudom, hogy az ördögnek játszom, ők meg nem."
Az anyám és az apám... vettek nekem egy zongorát, nagyon örültem neki és én igazán keményen gyakoroltam és ők mindenben támogattak, amíg csak éltek....Nagyszerű emberek voltak.
Azt mondom neked, elkezdtem zongorázni tanulni – két hét alatt meg is tanultam.
1954-ben rögzítette első demóját, majd a következő évben a "country fővárosába", a Tennessee állabeli Nashville-be tett kitérőt. 1956-ban Memphisben (Tennessee) Jack Clement lemezproducer és hangmérnök felfedezte Jerry tehetségét és azonnal rögzített is vele pár felvételt a Sun Recordsnál. A kiadó tulajdonosa, Sam Phillips ezt követően több session-felvételhez is alkalmat teremtett Lewis számára olyan előadókkal, mint Carl Perkins és Billy Lee Riley. A kiadó legnagyobb felfedezettje, Elvis Presley elismerően és féltékenyen meg is jegyezte, hogy ha úgy tudna zongorázni, mint Jerry, feladná az éneklést. 1956. december 4-én alkalom nyílt egy közös sessionre Memphisben, Elvis Presley, Johnny Cash és Carl Perkins társaságában. Az örömzenélésből (jammelés) született dalok később megjelentek a Million Dollar Quartet névre keresztelt albumon. Bár nem Jerry Lee Lewis volt az első a műfajban, de forradalmasította. Első nagy slágerei voltak a Great Balls of Fire, Whole Lotta Shakin’ Goin’ On és a High School Confidental.

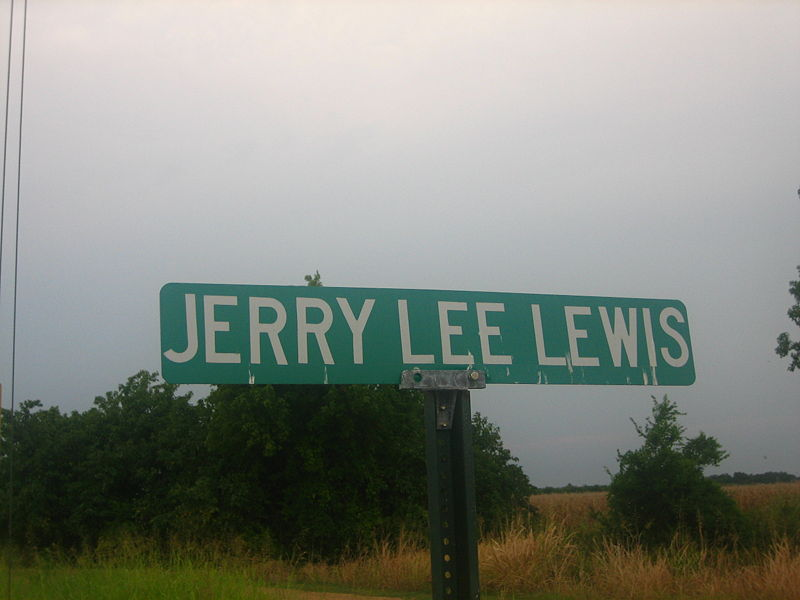
A Jerry Lee Lewis autóút táblája Ferridayben

Lewis saját kislemezei, amelyen Jerry Lee Lewis and his Pumping Piano néven szerepel, elősegítették szólóénekesi karrierjét 1957-ben: a Whole Lotta Shakin’ Goin’ On és a Great Balls of Fire, a legnagyobb dalai amerikai és nemzetközi hírnevet hoztak neki, még annak dacára is, hogy a kritikusok szerint a dalok nyíltan szexuális hangvételűek, ami miatt néhány rádióállomást bojkottálta is őket.
Több, első kézből származó forrás szerint, köztük Johnny Cash és maga Lewis szerint, aki jámbor keresztény volt, a bajt az okozta, hogy bűnös természetű maga az énekes, ami bizonyosan a pokolra vezeti a közönséget is és őt magát is. Lewis karakterének ezt az aspektusát ábrázolta a 2005-ben készült Walk The Line című film, amelyben Waylon Payne alakította Lewis szerepét és amely Johnny Cash önéletrajza alapján készült.
Lewis gyakran rúgta arrébb zongoraszékét, és állva játszott a zongorán, a drámai hatás kedvéért végigszántotta a kezével a billentyűket, rájuk is ült vagy felállt a zongora tetejére. Első televíziós szereplése alkalmával, 1957. július 28-án, a The Steve Alle Show-ban is ezzel a szokatlan körítéssel adta elő a Whole Lotta Shakin’ Goin’ Ont. Állítólag a show végén fel is gyújtotta a zongorát, mert kevesebb gázsit kapott, mint Chuck Berry.
| „                 | Mások csak gyakorolnak és gyakorolnak...az én ujjaimnak mintha saját agyuk lenne. Nem kell nekik megmondani, mit tegyenek, megteszik maguktól. Isten adta tehetség ez. | ” |
| – Jerry Lee Lewis | |   |

| „                 | Ha majd visszaemlékeznek rám, azt akarom, hogy ne a sok feleségemre emlékezzenek - bár volt egy pár -, és ne is a palotáimra meg a sok pénzre, amit elköltöttem. Azt akarom, hogy csak a zenémre emlékezzenek... | ” |
| – Jerry Lee Lewis | |   |

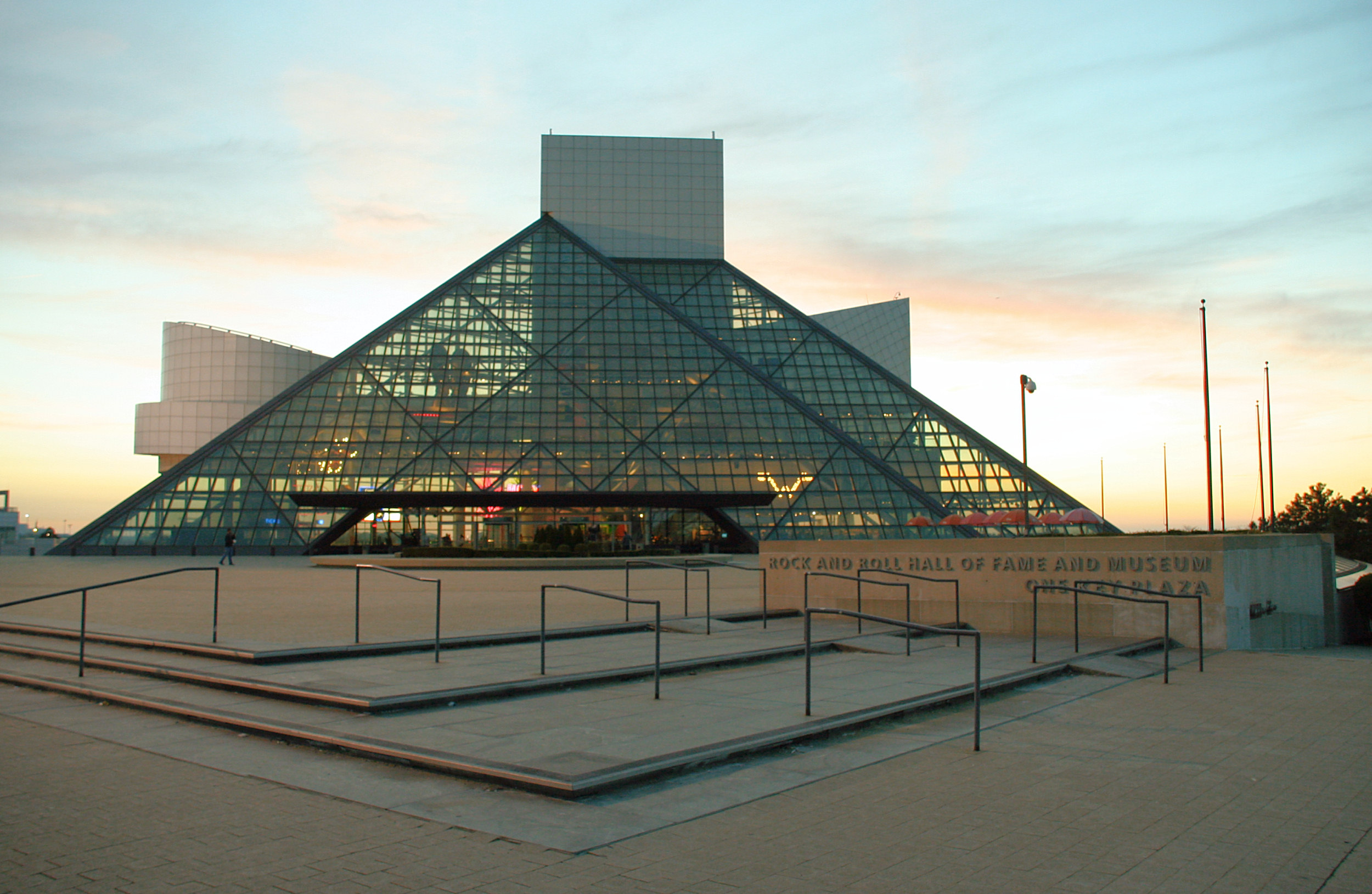
Jerry Lee Lewis 1986-ban elsőként került be a Rock and Roll Hall of Fame büszkeségei közé. Az épület látképe

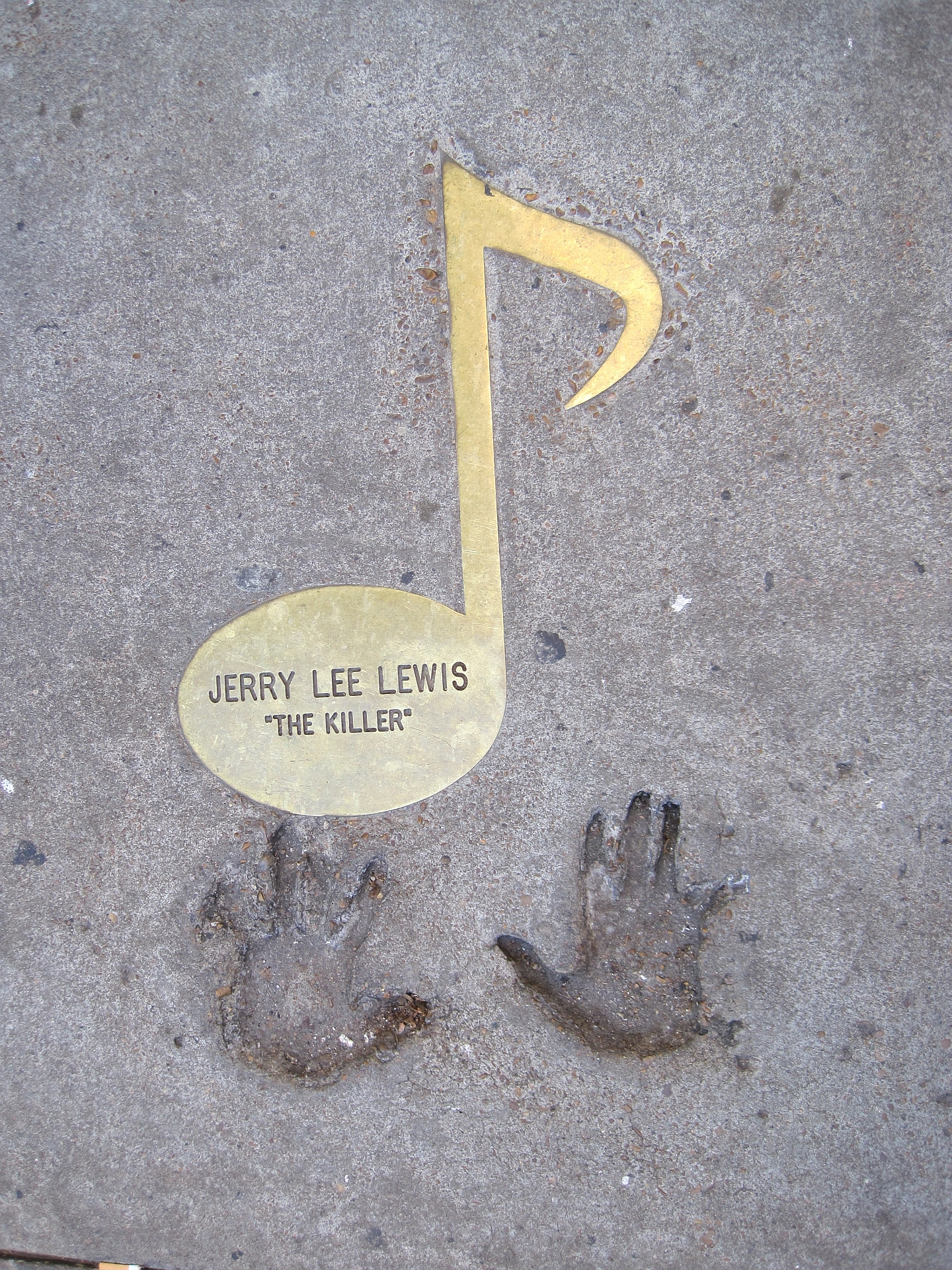
Jerry Lee Lewis kézlenyomata Memphisben a Walk of Fame-en

Idős korában, hetvenes éveiben is turnézott. 2005-ben megkapta az Életmű-díjat a Recording Academy-től, majd 2006-ban kiadta a nagy elismerést kiváltó Last Man Standing albumot, melyen több ismert zenésszel szerepelt. 2007 tavaszán ezt követte a Last Man Standing DVD kiadása. 2007 novemberében a clevelandi Rock'n'Roll Hall of Fame hatalmas ünnepségsorozattal népszerűsítette a már élő legendává lett zongoristát.

## Magánélete
1958-as angliai turnéjáig Lewis magánélete nem igazán volt ismert a rajongók körében. Ebben az évben már harmadik feleségével, a tizenhárom éves Myra Gale Lewisszal élt (előző feleségei Jane Mitcham és Dorothy Barton voltak). A kiskorú feleség egyben Lewis unokatestvére is volt. A turné a felreppent hír hallatára három koncert után véget ért a közfelháborodás miatt. A botrány miatt Amerikában is különcként kezelték a zongoristát, barátai és támogatói elpártoltak mellőle. Egyedül a rádiós személyiség, Alan Freed (a rock 'n' roll kifejezés "feltalálója") maradt hű hozzá és játszotta lemezeit. A baj tetéződött, Lewis bár szerződésben állt kiadójával, de már nem rögzített több felvételt, fellépései megfogyatkoztak. Egyedül 1961-ben dolgozta fel Ray Charles slágerét, a What'd I Say-t. 1963-ban a Smash Records-szal kötött szerződést. Népszerűsége az 1960-as években visszatérni látszott Európában. A Nashville Teens társaságában 1964-ben a hamburgi Star klubban vett fel egy élő albumot (Live at the Star Club, Hamburg).
Jerry Lee Lewis a Mississippi állambeli Nesbitben élt családjával, és itt is halt meg.

### Függőségek és családi tragédiák
Lewis karrierje kezdete óta élt káros szenvedélyekkel, de ezek leginkább 1970-től hatalmasodtak el rajta, miután elvált harmadik feleségétől, Myrától. A tragédiát tetézte, hogy 1973-ban tizenkilenc éves fia, Jerry Lee Lewis Jr. autóbalesetben elhunyt. Korábban elsőszülött fia, Steve Allen Lewis vízbe fulladt. Lewisnak egyedül egy lánya maradt, a zenész Phoebe Lewis. Az 1970-es és 1980-as évek egy részét kórházban vagy éppen elvonón töltötte. 1976-ban, a negyvenegyedik születésnapján véletlenül rálőtt basszusgitárosára, Butch Owensre. Később Elvis birtokára, Gracelandbe volt hivatalos, ahová magával vitte fegyverét is, de fennakadt a biztonsági ellenőrzésen.

### Házasságai, gyermekei
- Dorothy Barton 	 (1952. február 21. – 1953. október 8.) (elváltak)[27]
- Jane Mitchum 	 (1953. szeptember 15. – 1957) (elváltak) 2 gyermek: Jerry Lee Lewis Jr, Ronnie Guy Lewis
- Myra Lewis 	 (1957. december 12. – 1970. december 9.) (elváltak) 2 gyermek: Steven Allen Lewis, Phoebe Allen Lewis
- Jaren Elizabeth Gunn Pate (1971. október 7. – 1982. június 8.) (elhunyt)
- Shawn Stephens 	 (1983. június 7. – 1983. augusztus 22.) (elhunyt)
- Kerrie McCarver 	 (1984. április 24. – 2005. június 15.) (elváltak) 1 gyermek: Jerry Lee Lewis III

## Great Balls of Fire, a film
Harmadik felesége, Myra válásuk után Murray Silver segítségével megírta a Great Balls of Fire: The Uncensored Story of Jerry Lee Lewis (1982) című könyvet, mely az 1989-es életrajzi film alapjául is szolgált. A filmben Jerry Lee Lewist Dennis Quaid, Myrát Winona Ryder játssza. A filmben több ismert zenész is feltűnik megszemélyesítve vagy egyéb szerepekben. Például Jimmie Vaughan játssza Lewis gitárosát, Roland Janest. A film jelentette a nagy visszatérést Lewis számára, hiszen a filmhez újra felvették és betétdalként ki is adták összes dalát.

## Lewis Magyarországon
- 1998-ban Jerry Lee Lewis már fellépett Budapesten: a Kisstadionban Chuck Berry és Little Richard társaságában adott emlékezetes koncertet.
- A koncertsorozat menedzsmentje 2010. július 13-án tájékoztatta a Showtime Budapest irodáját arról, hogy Jerry Lee Lewist hétfőn a memphisi kórházban megműtötték, orvosai egy hónap pihenést írtak elő számára, ezért az egész európai turnét, így a budapesti, 2010. július 20-ára tervezett koncertet is novemberre halasztották.[28] Végül a budapesti koncertre 2010. október 31-én került sor a Papp László Budapest Sportarénában.[29][30] A koncert első felében Lewis húga, Linda Gail Lewis és zenekara lépett fel. A koncert második részében kísérőzenekara, a Memphis Beats kezdett játszani, nem lehetett tudni, hogy Lewis mikor lép a színpadra, hiszen az énekes-zongorista helye üres volt. Végül néhány dal után megjelent a színpadon maga Jerry Lee Lewis is, akin látszott, hogy még mindig nincs túl jó bőrben, de amint elkezdett énekelni és zongorázni, lázba hozta a közönséget. Éneke 75 éves kora ellenére nagyon erőteljes volt, pedig elmondása szerint meg volt fázva. Azt mondta: "Örülök, hogy Budapesten lehetek, örülök, hogy még élek." A koncert végén adta elő két legnépszerűbb dalát, a Whole Lotta Shakin’ Goin’ On-t és a Great Balls of Fire-t.[31]

## Diszkográfia
Albumok
| - 1957: Jerry Lee Lewis [1957] - 1961: Jerry Lee’s Greatest - 1964: Live at the Star Club Hamburg - 1964: The Greatest Live Show on Earth - 1965: Country Songs for City Folks - 1965: The Return of Rock - 1967: Breathless - 1967: Soul My Way - 1968: Got You on My Mind - 1968: In Demand - 1968: Unlimited - 1969: All Country - 1969: Another Place Another Time - 1969: Country Music Hall of Fame - 1969: Country Music Hall of Fame, Vol. 2 - 1969: She Still Comes Around (To Love What's Left of …) - 1970: Ole Tyme Country Music - 1970: She Even Woke Me Up to Say Goodbye - 1970: Taste of Country - 1970: Together (Linda Gail) - 1971: Roots - 1971: The Golden Cream of the Country - 1971: There Must Be More to Love Than This - 1971: Touching Home - 1972: Rockin’ - 1972: Southern Roots Radio Special - 1972: The Killer Rocks On - 1972: Who’s Gonna Play This Old Piano - 1972: Would You Take Another Chance on Me - 1973: I-40 Country - 1973: Live at the International - 1973: Sometimes a Memory Ain’t Enough - 1973: The Session | - 1974: Southern Roots - 1974: Sunstroke (mit Carl Perkins) - 1975: Boogie Woogie Country Man - 1975: I’m a Rocker - 1975: Odd Man In - 1976: Country Class - 1977: Country Memories - 1978: In Loving Memories - 1978: Jerry Lee Lewis Keeps on Rockin’ - 1979: Jerry Lee Lewis [1979] - 1980: When Two Worlds Collide - 1983: My Fingers Do the Talkin’ - 1984: Fan Club Choice - 1984: I Am What I Am - 1985: I’m on Fire - 1989: That Good Old Times - 1990: Rocket - 1991: Jerry Lee Lewis: Portrait - 1995: Young Blood - 1995: Concert [live] - 1996: Jerry Lee Lewis [Laserlight] - 1997: The Original Great Balls of Fire - 1999: At the Palomino [live] - 1999: Live at Gilley’s - 2003: The Jerry Lee Lewis Silver Eagle Show - 2003: From the Front Row: Live - 2003: Middle Aged Crazy: Live! - 2006: Last Man Standing - 2007: Last Man Standing: Live [CD/DVD] - 2007: Live from Austin, TX - 2008: Absolutely Live! - 2009: Mean Old Man (EP) - 2010: Mean Old Man |

## Bibliográfia
- (2010) Joe Bonomo: Jerry Lee Lewis: Lost and Found. Continuum International Publishing Group Ltd. ISBN 978-0826429667
- (2009) Nick Tosches: Hellfire: The Jerry Lee Lewis Story (Penguin Magnum Collection) ISBN 978-0141041858
- (2008) Nick Tosches, Klaus Bittermann, Jürgen Behrens: Hellfire: Die Jerry Lee Lewis Story (Perfect Paperback). Edition Tiamat. ISBN 978-3893201198
- (2007) Nick Tosches: Hellfire: The Jerry Lee Lewis Story. Penguin ISBN 978-0141030753
- (2007) Jerry Lee Lewis: Jerry Lee Lewis: Last Man Standing. Alfred Publishing Company ISBN 978-0739045046
- (2007) Jerry Lee Lewis: Jerry Lee Lewis: Greatest Hits. Alfred Publishing Company ISBN 978-0739043813
- (1993) Jerry Lee Lewis, Charles White: Killer!: The Life and Times of Jerry Lee Lewis (Hardcover). Century. ISBN 978-0712655880
- (1992) Jimmy Guterman: Rockin' My Life Away: Listening to Jerry Lee Lewis (Hardcover). Rutledge Hill Press, Amerika. ISBN 978-1558530812
- (1989) Murray Silver, Myra Lewis: Great Balls of Fire: True Story of Jerry Lee Lewis. Mandarin ISBN 978-0749301323
- (1984) Robert Palmer: Jerry Lee Lewis Rocks. Delilah ISBN 978-0933328075
- (1983) Murray Silver, Myra Lewis: Great Balls of Fire: True Story of Jerry Lee Lewis. Virgin Books ISBN 978-0907080756
- (1982) Murray Silver, Myra Lewis: Great Balls of Fire: The Uncensored Story of Jerry Lee Lewis. William Morrow & Company ISBN 978-0688014803

## Fordítás
- Ez a szócikk részben vagy egészben  a   Jerry_Lee_Lewis_discography című angol Wikipédia-szócikk fordításán alapul.  Az eredeti cikk szerkesztőit annak laptörténete sorolja fel. Ez a jelzés csupán a megfogalmazás eredetét és a szerzői jogokat jelzi, nem szolgál a cikkben szereplő információk forrásmegjelöléseként.
- Ez a szócikk részben vagy egészben  a   Million_Dollar_Quartet című angol Wikipédia-szócikk fordításán alapul.  Az eredeti cikk szerkesztőit annak laptörténete sorolja fel. Ez a jelzés csupán a megfogalmazás eredetét és a szerzői jogokat jelzi, nem szolgál a cikkben szereplő információk forrásmegjelöléseként. Million Dollar Quartet – Elvis, Jerry Lee Lewis, Carl Perkins és Johnny Cash